# Lenzing
Lenzing est une commune autrichienne du district de Vöcklabruck en Haute-Autriche.

## Histoire
À partir de novembre 1944, un sous-camp du camp de concentration de Mauthausen est créé dans le quartier Pettighofen de Lenzing. Gardées par des SS, environ 600 prisonniers, pour la plupart des femmes juives, sont contraintes aux travaux forcés dans des conditions très difficiles. Le camp est libéré par l'armée américaine au début de mai 1945.